# Manuel Valero
Manuel Valero Calero (Puertollano, 1954) es un periodista y novelista español.
Estudió en el Colegio Salesiano y en el Instituto Fray Andrés de su ciudad natal y la carrera de periodismo en la Facultad de Ciencias de la Información de Madrid en el turno de noche mientras de día trabajaba en una imprenta.
En 1986 obtuvo una plaza de redactor en el diario Lanza de Ciudad Real. Colabora habitualmente en La Comarca de Puertollano y el diario electrónico Miciudadreal.
Su primera novela fue Tres veces quince, una crónica sentimental de su generación. Con la novela histórica Balneario inició un ciclo sobre la historia de Puertollano que continuó con La tierra negra y Ultramar, esta última desarrollada en la Cuba de la independencia de España; permanece inédita la siguiente entrega, Los paisajes rotos. También ha cultivado el relato en Los cuentos del Havana y la novela corta en Un lector ejecutado, fina parodia de la novela de aventuras. Gran parte de su obra narrativa corta anda dispersa por los diarios y revistas en que colaboró.
Escribió además el libreto de La asamblea mágica con música de Augusto Guzmán Sil.

## Obras
Narrativa
- Tres veces quince, Puertollano: Ediciones Puertollano, 1995.
- Cuentos del Havana, Puertollano: Ediciones Puertollano, 1996.
- Balneario, Ciclo de Puertollano, 1, Tomelloso: Soubriet, 1999.
- Un lector ejecutado, Puertollano: Intuición Grupo Editorial, 2000.
- La Tierra negra, Ciclo de Puertollano, 2, Puertollano: Ediciones Puertollano, 2002.
- Ultramar, Ciclo de Puertollano, 3, Puertollano: Intuición Grupo Editorial, 2006.
- Entre las balas, Ciudad Real: Cueva de Montesinos, 2010.
- Carla y el señor Erruz, Puertollano: Ediciones Puertollano, 2015.
- El esplendor y la ira, Ciclo de Puertollano, 4, Puertollano: Ediciones Puertollano, 2018.
- El rayo indomable. Biografía novelada de Mónico Sánchez, Puertollano: Ediciones Puertollano, 2020.
- Rafaela, Puertollano: Ediciones Puertollano, 2021.
- Corazón sucio, Ciudad Real: Diputación de Ciudad Real, 2022.
- Un hombre del barrio, Puertollano: Ediciones Puertollano, 2023.
- Un largo pórtico, Puertollano: Ediciones Puertollano, 2025.

Teatro
- La asamblea mágica, 2005, musical.

Poesía
- Veinte poemas desesperados y una canción emocionada, Ciudad Real: 3d3 Editores, 2013.